# Nanna W. Gotfredsen
Nanna W. Gotfredsen (født 11. marts 1969, Haderslev) er en dansk jurist og politiker der er medstifter og leder af Gadejuristen. Hun er fra 2022 medlem af Folketinget valgt for Moderaterne i Københavns Storkreds.
Gotfredsen er uddannet som cand.jur. fra Københavns Universitet i 2000.
Hun skriver blog ved netavisen Arbejderen,
og har været medlem af Rådet for Socialt Udsatte siden 2018.
Gotfredsen modtog Hjemløseprisen 2017 og blev nomineret som Årets Dansker i 2018.

## Ophør hos Gadejuristen
Dette afsnit eller denne liste er kun påbegyndt. Hvis du ved mere om emnet, kan du hjælpe Wikipedia ved at tilføje mere.

Nanna W. Gotfredsen blev som daglig leder af Gadejuristen den 5. februar suspenderet og sendt på orlov. Senere på dagen blev hun opdaget i at være i gang med at overføre sagsakter til sit eget nystiftede ved hjælp af sin emailkonto hos Gadejuristen. Gadejuristen lukkede derefter straks for hendes adgang og indberettede sagen til Datatilsynet. Gadejuristen valgte efterfølnde at afvikle sig selv. 

## Politiker
Gotfredsen blev opstillet som folketingskandidat for Moderaterne i Københavns Storkreds
og valgt ind med 2.333 personlige stemmer ved Folketingsvalget 2022.